# Калганак (река)
Калгана́к (в верховье Большой Калганак) — река в России, протекает по Каргасокскому району Томской области, приток Васюгана. Устье реки находится в 386 км по правому берегу реки Васюган. Длина реки составляет 28 км.
Притоки — реки Малый Калганак и Русскодорожная.
В устье реки когда-то располагался посёлок Калганак.

## Происхождение названия
В переводе с южноселькупского языка квэл означает рыба; ган — родительный падеж от гы — река; ак — устье. Таким образом, топоним Калганак можно перевести как устье рыбной речки.

## История
На реке Калганак находилось жертвенное место хантов.

## Данные водного реестра
По данным государственного водного реестра России относится к Верхнеобскому бассейновому округу, водохозяйственный участок реки — Васюган, речной подбассейн реки — бассейны притоков Оби (верхней) от Кети до Васюгана. Речной бассейн реки — Обь (верхняя) до впадения Иртыша.
Код объекта в государственном водном реестре — 13010800112115200031154.